# Telmo és Tula, a kis szakácsok
A Telmo és Tula, a kis szakácsok (eredeti cím: Telmo & Tula, Little Cooks) spanyol televíziós 3D-s számítógépes animációs sorozat, amelyet Alex Colls rendezett. Magyarországon az M2 adta.

## Ismertető
A két főszereplő, Telmo és Tula, akik bemutatják, hogy kell elkészíteni pár könnyen vagy kevésbé nehezen elkészíthető ételt.

## Szereplők
- Telmo (Baráth István) – A barna hajú fiúgyerek, aki kis szakács és Tula társa.
- Tula (Molnár Ilona) – A szőke hajú lánygyerek, aki kis szakács és Telmo társa.